# Stizus emir
Stizus emir (лат.) — вид песочных ос из подсемейства Bembicinae (триба Stizini). Центральная Азия, Иран, Узбекистан, Таджикистан, Туркменистан. Длина около 1,5 см (от 12 до 21 мм). Тергиты брюшка с цельными жёлтыми перевязями. Щит среднеспинки несёт два жёлтых пятна в центральной части. Усики самок 12-члениковые (у самцов состоят из 13 сегментов). Внутренние края глаз субпараллельные (без выемки). Брюшко сидячее (первый стернит брюшка полностью находится под тергитом). В переднем крыле три кубитальные ячейки. Гнездятся в земле. Вид был впервые описан в 1901 году австрийским энтомологом Антоном Хандлиршом (Anton Handlirsch, 1865—1935).